# Egweil
Egweil település Németországban, azon belül Bajorországban. Lakosainak száma 1222 fő (2023. december 31.).

## Népesség
A település népessége az elmúlt években az alábbi módon változott:
| Lakosok száma | 524  | 683  | 744  | 1110 | 1138 | 1155 | 1186 | 1201 | 1222 | 1222 |
|               | 1875 | 1950 | 1970 | 2011 | 2013 | 2014 | 2016 | 2019 | 2021 | 2023 |